# Brook Benton
Brook Benton, właśc. Benjamin Franklin Peay (ur. 19 września 1931 w Camden, zm. 9 kwietnia 1988 w Nowym Jorku) – amerykański wokalista i kompozytor rhythmandbluesowy.
Zaczął nagrywać w 1953. Śpiewał w duecie z Dinah Washington. Wykonywał standardy, bluesy i negro spirituals. Jego kompozycje nagrywali m.in. Nat King Cole, Clyde McPhotter, Roy Hamilton.
Najpopularniejsze nagrania: "It's Just a Matter of Time" (1959), "So Many Ways" (1959), "The Boll Weevil Song" (1961), "Hotel Happiness" (1962), "Rainy Night in Georgia" (1970).